# SNAQrc
De SNAQ rc (Short Nutritional Assessment Questionnaire for Residential Care) is een meetmethodiek om met een aantal korte vragen en meting uitsluitsel te kunnen geven over al dan niet ondervoed zijn van verpleeghuisbewoners.
De vragenlijst komt neer op:
- afgelopen 6 maanden onbedoeld meer dan 6 kg afgevallen (rood)
- afgelopen maand onbedoeld meer dan 3 kg afgevallen (rood)
- hulp nodig van een ander om te kunnen eten (oranje)
- verminderde eetlust in afgelopen maand (oranje)
- BMI minder dan 20 (rood)
- BMI tussen 20 en 22 (oranje)

Als een van beide 'stoplichten' rood is of beide oranje dan is er sprake van ondervoeding.